# Donusa
Donusa is een geslacht van eenoogkreeftjes uit de familie van de Clausiidae. 
De wetenschappelijke naam van het geslacht is voor het eerst geldig gepubliceerd in 1864 door Nordmann.

## Soorten
- Donusa clymenicola Nordmann, 1864